# Большой Емель
Большой Емель — река в России, протекает по территории Вуктыльского округа в Республике Коми. Устье реки находится в 126 км по левому берегу реки Подчерье. Длина реки составляет 42 км.
Река образуется слиянием рек Лунвож и Асыввож в 70 км к юго-востоку от города Вуктыл. Место слияния находится на юго-западных склонах возвышенности Чунест-Парма (предгорья Северного Урала). Река течёт на север, всё течение проходит по холмистой ненаселённой тайге предгорий Северного Урала, западнее хребтов Чунест-Парма и Сотчем-Парма. В среднем течении протекает несколько обширных болот. Ширина реки около устья составляет 32 метра, скорость течения 0,6 м/с.
Впадает в Подчерье в урочище Емель-Устье.

## Данные водного реестра
По данным государственного водного реестра России река Бол. Емель относится к Двинско-Печорскому бассейновому округу, водохозяйственный участок реки — Печора от водомерного поста у посёлка Шердино до впадения реки Уса, речной подбассейн реки — бассейны притоков Печоры до впадения Усы. Речной бассейн реки — Печора.
По данным геоинформационной системы водохозяйственного районирования территории РФ, подготовленной Федеральным агентством водных ресурсов:
- Код водного объекта в государственном водном реестре — 03050100212103000061814
- Код по гидрологической изученности (ГИ) — 103006181
- Код бассейна — 03.05.01.002
- Номер тома по ГИ — 03
- Выпуск по ГИ — 0